# Brice Feillu
Brice Feillu, född 26 juli 1985 i Châteaudun, är en fransk professionell tävlingscyklist. Feillu vann etapp 7 på Tour de France 2009.
Feillu blev professionell inför säsongen 2009 med det franska stallet Agritubel. När stallet lade ned blev han kontrakterad av det nederländska stallet Vacansoleil Pro Cycling Team.

## Amatörkarriär
Brice Feillu vann, tillsammans med Franck Charrier, Kevin Lalouette, Guillaume Levarlet, Franck Perque och Damien Robert, etapp 3a, ett lagtempolopp, av Ronde de l'Oise under säsongen 2006. Under samma säsongen slutade han på andra plats på etapp 5 av Vuelta Ciclista a Leon bakom spanjoren David Gutiérrez Gutiérrez.
Under säsongen 2007 slutade Feillu tvåa på Paris-Ezy bakom Franck Perque. En tävling som han ett år senare vann. Han vann också Classique Sauveterre Pyrénées Atlantique, etapp 5 av Franche Comté och etapp 5 av Tour Alsace under året. Han tog hem andra platsen på GP de Luneray. Han slutade på andra plats på etapp 1 av Paris-Corrèze bakom japanen Miyataka Shimizu, en placering han också tog hem i tävlingens slutställning. Brice Feillu slutade på tredje plats på etapp 4 av Tour de la Dordogne. Även på etapp 1 av Tour du Gevaudan blev det en tredje plats, en plats han också tog i slutställningen.

## Professionell karriär
Brice Feillu blev professionell med det franska stallet Agritubel inför säsongen 2009. Feillus storebror, Romain Feillu, var redan anställd av det franska stallet. Men redan under säsongen 2008 hade Brice Feillu fått cykla några tävlingar för stallet när han hade ett stagiaire-kontrakt med dem.
Brice Feillu överraskade de flesta när han, under sitt första år som professionell, vann etapp 7 under Tour de France 2009, uppför Andorra Arcalis, genom en soloattack. En halvmil innan mållinjen valde han att attackera från den utbrytargrupp som han hade befunnit sig i under större delen av etappen och tog därmed sin första seger i karriären. Efter etappen tog han också över ledningen i bergspristävlingen från Stéphane Augé. Redan dagen därpå var han dock tvungen att överlämna tröjan till den nya ledaren Christophe Kern. På etapp 13 slutade fransmannen trea bakom Heinrich Haussler och Amets Txurruka. Tidigare under säsongen 2009 hade Brice Feillu slutat på åttonde plats på etapper av Vuelta Ciclista Asturias och Circuit de Lorraine.
Efter säsongen 2009 lade det franska stallet Agritubel ned sin verksamhet och Brice Feillu gick vidare till Vacansoleil Pro Cycling Team.

## Privatliv
Brice Feillu är yngre bror till Romain Feillu och de två bröderna tävlade tillsammans i Vacansoleil.

## Stall
- Agritubel 2008–2009
- Vacansoleil Pro Cycling Team 2010
- Leopard Trek 2011
- Saur-Sojasun 2012–